# Ekumeniska Studentsångarförbundet
Ekumeniska Studentsångarförbundet ("Ekumenerna") grundades 1933 och är en sammanslutning som symboliserar förbrödringen mellan Sveriges akademiska manskörer. Initiativtagare var OD-isten Yelverton Tegner. 

## Verksamhet
Sångare kallas huvudsakligen från Orphei Drängar i Uppsala, Stockholms Studentsångare, Sällskapet CMB, Linköpings Studentsångare, Akademiska Kören i Göteborg och Lunds Studentsångförening. Ekumenerna samlas en gång om året, lördagen veckan efter midsommar. Förbundet leds av en patriarch. Vid varje möte utses en huvuddirigent som ansvarar för repertoaren. Övriga befattningar inom sällskapet är metropolit och archimandrit.
Namnen är inspirerade av det Stora ekumeniska mötet som ärkebiskopen Nathan Söderblom samlade till i Stockholm 1925. Ekumeniska Studentsångarförbundet har i övrigt ingen religiös koppling – ekumeniken består i att man samlar sångare från flera olika manskörer.
De tre första mötena ägde rum på Spångens gästgivaregård.

## Patriarchlängd
- Arvid Hultgren    1933–1954
- Yelverton Tegner  1955–1961
- Olle Wahlström    1962–1964
- Ragnar Thorell    1964–1970
- Pontus Svinhufvud 1970–1974
- Yngve Zachrisson  1974 –1982
- Olof Åshuvud      1982–1998
- Stig Persson 1998–2010[källa behövs]
- Svante Wåhlin     2010–

## Ekumenmöten
Sedan år 2000 har Ekumenmötet hållits på följande platser:

- 2000 – Lund
- 2001 – Stockholm
- 2002 – Markaryd
- 2003 – Linköping
- 2004 – Kungälv
- 2005 – Lund
- 2006 – Stockholm
- 2007 – Linköping
- 2008 – Varberg [1]
- 2009 – Lund [2]
- 2010 – Stockholm
- 2011 – Linköping
- 2012 – Göteborg
- 2013 – Växjö (Evedal)
- 2014 – Uppsala
- 2015 – Lund
- 2016 – Lidingö  (Foresta)
- 2017 – Vadstena
- 2018 – Göteborg
- 2019 – Uppsala  (Norrlands nation)
- 2022 – Lund
- 2023 – Stockholm
- 2024 – Norrköping
- 2025 – Göteborg